# Encuentros (escultura)
La escultura Encuentros es una obra de Mustafa Arruf que se halla en la plaza del Consejo de Europa, del Paseo Marítimo Alcalde Rafael Ginel Cañamaque, en Melilla, España.

## Autor
Mustafa Arruf, uno de los escultores más relevante de los siglos XX y XXI, nacido en Nador en 1958, es autor de una obra vanguardista, de fuerte contraste y gran belleza plástica. De su iconografía, de gran peso y atractivo visual —con elementos espontáneos, exagerados y al mismo tiempo sencillos y contenidos— destacan, entre otras obras, Torso y las Venus (serie de esculturas femeninas con un gran simbolismo antropológico cultural).

## La obra
El grupo escultórico Encuentros fue creado en 1997 y está formado por dos figuras, de acero corten una de ellas y bronce la otra, de diez y doce metros de altura, respectivamente, y treinta toneladas de peso.

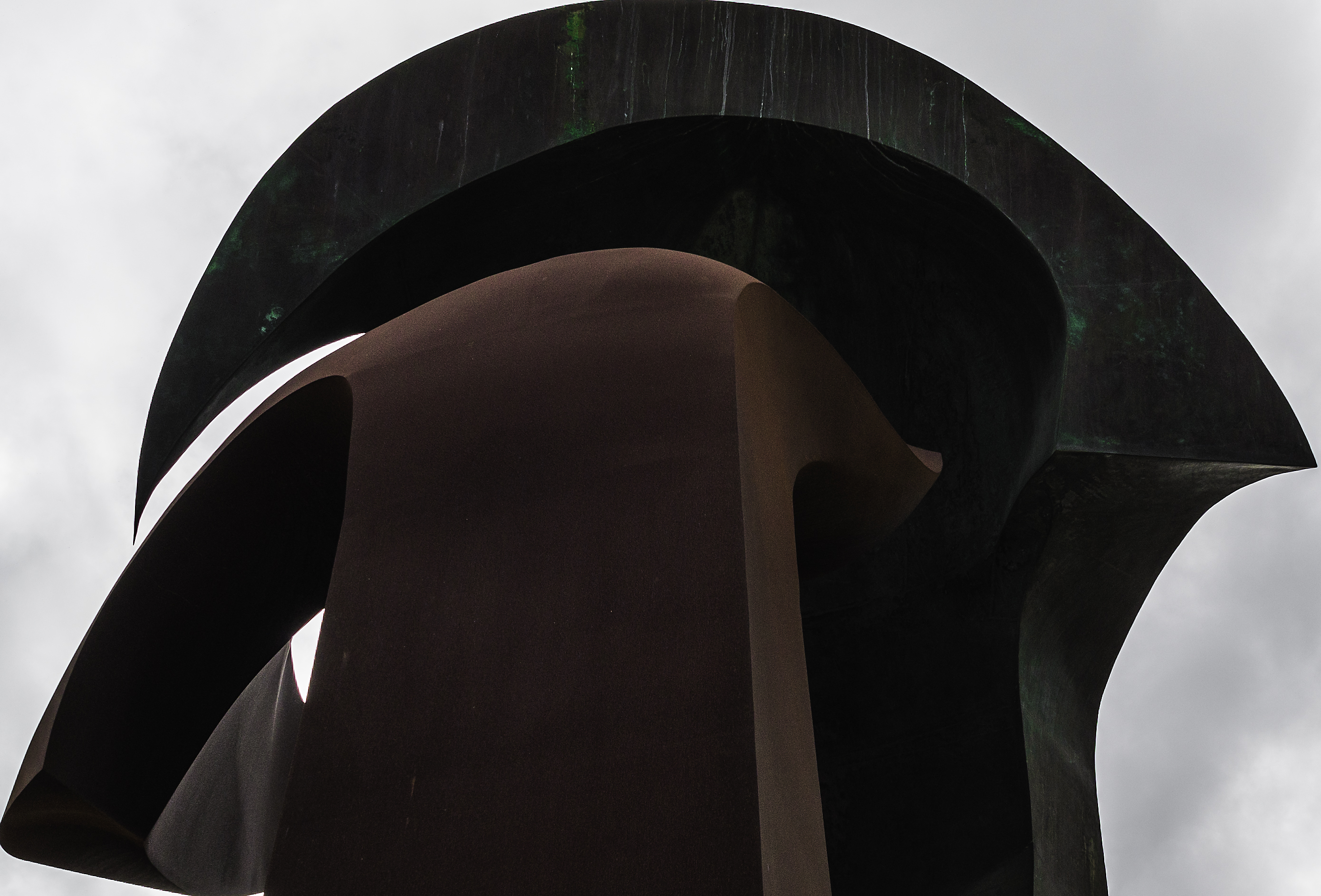
Encuentros

Fue la obra con la que la Ciudad Autónoma de Melilla conmemoró el V Centenario de su fundación española. Y supuso para la Sociedad Pública V Centenario una inversión de setenta millones de pesetas.
Otras réplicas del monumento se exponen en espacios públicos en Madrid y Toledo: Tierra y Mar-Mar y Tierra. El primer elemento del grupo escultórico (Mar) se incorporó al parque Juan Carlos I, en 1998, a las esculturas realizadas por artistas de reconocido prestigio internacional que habían participado en Encuentros con Madrid, Simposio Internacional de Esculturas al Aire Libre, que se desarrolló en su recinto, para conmemorar el título de Capital Europea de la Cultura, conferido por el Consejo y el Parlamento Europeo a la ciudad de Madrid en 1992. Al pie de esta escultura hay transcrito un soneto del dramaturgo y amigo del escultor, Fernando Arrabal.
El segundo elemento del conjunto (Tierra) se halla, desde 2001, en el parque de las Tres Culturas de la ciudad de Toledo, emblema y enclave centenario de tolerancia e intercambio cultural.
La escultura es una metáfora del espacio, materia y tiempo. Para Arruf representa el abrazo universal, la unión, la madre tierra.
Una estatuilla del conjunto monumental se utiliza como premio —Ciudad de Melilla y José Sacristán— en la gala de clausura de la Semana de Cine de Melilla. Réplicas del grupo escultórico también se han entregado como trofeo en distintos eventos deportivos, como en ediciones de la Semana Náutica Ciudad de Melilla y la Copa de España de Vela, clases 2.4 mR y Hansa 303, celebrada en el año 2014.